# Aéroport international de Lamerd
L'aéroport international de Lamerd code IATA : LFM • code OACI : OISR, persan : فرودگاه بین المللی لامرد, est un aéroport international situé à Lamerd, Iran c'est l'aéroport international de Province du Fars et de la région sud de l'Iran.

## Situation
| Sārī Dasht-é Naz Golfe · persique Téhéran-MehrabadTéh.-Mehrabad Mechhed Téhéran-KhomeiniTéh.-Khomeini Chiraz Kish Ahvaz Ispahan Tabriz Bandar · Abbas Kerman Yazid Abadan Kermanchah Zahedan Bouchehr Qechm Ourmieh Racht Birjand Chabahar Lamerd |

## Compagnies aériennes et destinations
| Compagnies           | Destinations                 |
| -------------------- | ---------------------------- |
| Iran Air             | Chiraz-Shahid Dastghaib      |
| Pouya Air            | Téhéran-Mehrabad             |
| Mahan Air            | Téhéran-Mehrabad             |
| Iran Aseman Airlines | Bandar Abbas, Île Sirri (en) |

Édité le 21/11/2020